# 칼 에즈먼드

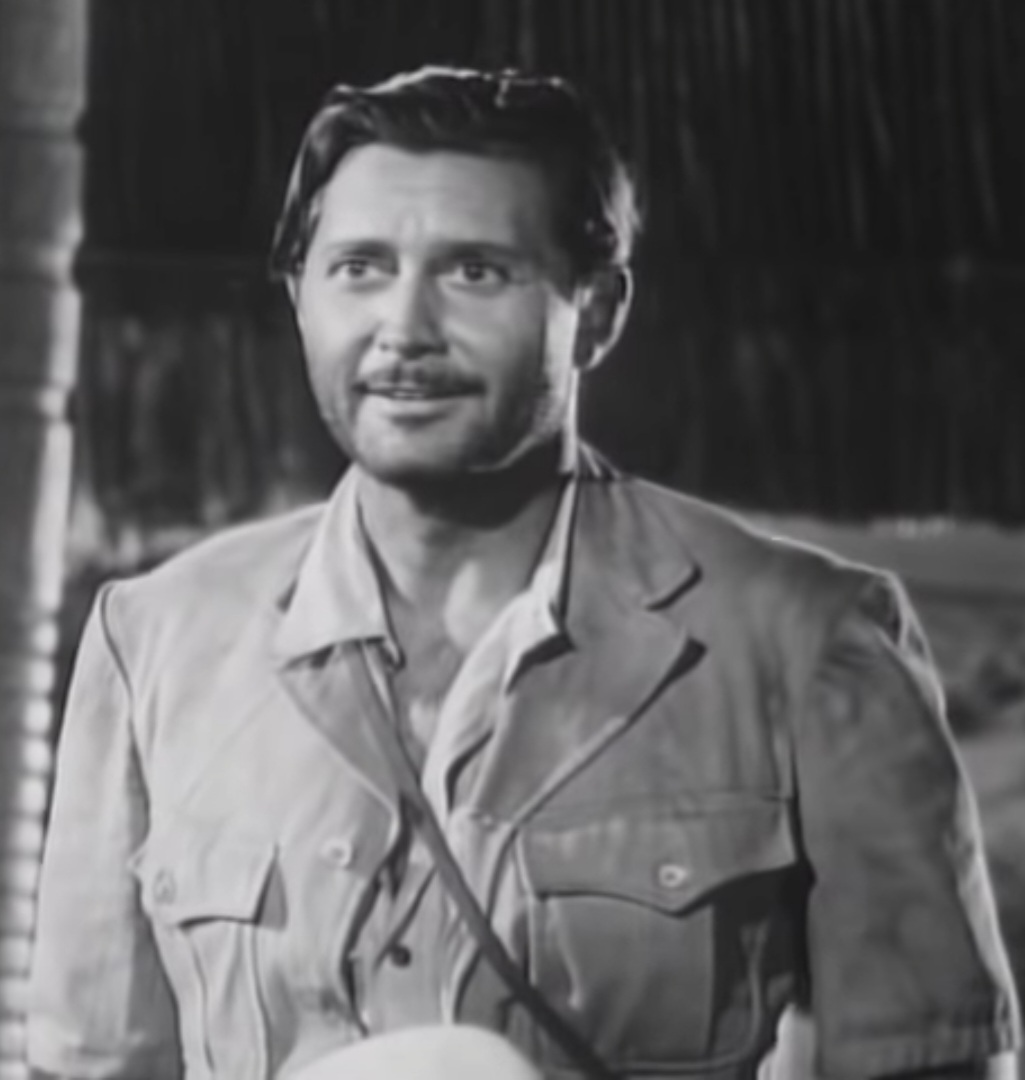

칼 에즈먼드(영어: Carl Esmond, 1902년 6월 14일 ~ 2004년 12월 4일)는 오스트리아 태생의 미국 배우이다.
빈에서 태어났으며 브렌트우드에서 사망하였다.

## 영화
- 용감한 형제 (1977년)
- 지구에서 달까지 (1958년)
- 롤라 몽테스 (1955년)
- 세계를 그의 품안에 (1952년)
- 스매쉬업 (1947년)
- 러버 컴 백 (1946년)
- 공포의 내각 (1944년) - 윌리 힐피 역
- 위험한 실험 (1944년)
- 마진 포 에러 (1943년)
- 세븐 스윗하트 (1942년)
- 파나마 해티 (1942년)
- 썬다운 (1941년)
- 요크 상사 (1941년)
- 부르크 극장 (1936년)
- 리벨라이 (1933년)